# Mawupemon Otogbe
Mawupemon Otogbe (* 23. Januar 2003) ist ein togoischer Schwimmer.

## Karriere
Otogbe nahm 2019 an den Weltmeisterschaften in Gwangju teil. Einen Monat später war er Teilnehmer der Afrikaspiele. In Rabat trat er unter anderem über 800 m Freistil an und erreichte den siebten Rang. Im Sommer 2021 startete er bei den Olympischen Spielen in Tokio. Dort gewann er über 50 m Freistil seinen Vorlauf, konnte sich aber nicht für das Halbfinale qualifizieren.